# Coquija
Coquija är en ort i Mexiko.   Den ligger i kommunen Tila och delstaten Chiapas, i den sydöstra delen av landet, 700 km öster om huvudstaden Mexico City. Coquija ligger 1 256 meter över havet och antalet invånare är 561.
Terrängen runt Coquija är kuperad åt sydost, men åt nordväst är den bergig. Runt Coquija är det ganska tätbefolkat, med 111 invånare per kvadratkilometer. Närmaste större samhälle är Simojovel de Allende, 18,0 km sydväst om Coquija. I omgivningarna runt Coquija växer i huvudsak städsegrön lövskog.